# Christine Nöstlinger

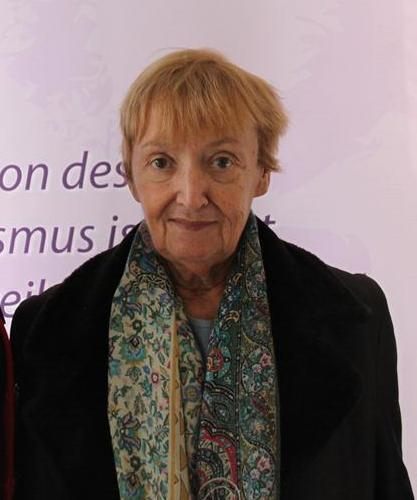
Christine Nöstlinger in 2012

Christine Nöstlinger (Wenen, 13 oktober 1936 – Ottakring, 28 juni 2018) was een Oostenrijkse auteur die voornamelijk kinderboeken schreef.

## Biografie
Nöstlinger beschreef haar jeugd in een sociaaldemocratische familie als, voor haar tijd, ongewoon vrij. In 1970 begon ze boeken te schrijven. Op die manier kon zij haar rol als huismoeder ontvluchten. Gemotiveerd door het succes schreef ze de volgende decennia 150 boeken. Bovendien schreef zij scripts voor televisie en radioprogramma's en columns voor kranten.
Haar kinderboeken weerspiegelen haar eigen opvoeding. De karakters in die boeken vertonen geen opportunisme. Haar taalgebruik is gespeend van sentiment en staat dicht bij de spreektaal, vaak in het Weense dialect. Daarbij schreef zij steeds vanuit het perspectief van een kind. Ze besloot op hoge leeftijd met het schrijven voor kinderen te stoppen, omdat ze het gevoel had het contact met de jeugd kwijt te raken door de generatiekloof.

## Onderscheidingen
Nöstlinger werd onder andere onderscheiden met de Duitse Jeugdliteratuurprijs, de Hans Christian Andersenprijs, de Astrid Lindgrenprijs en de 
Zilveren Griffel.
- 1982: Zilveren Griffel voor Het huis in Niemandsland
- 1984: Hans Christian Andersenprijs
- 1985: Vlag en Wimpel van de Griffeljury voor Twee weken in mei
- 2003: Astrid Lindgren Memorial Award

## Boeken
Een greep uit de (in het Nederlands vertaalde) boeken:
- De augurkenkoning kan de pot op (1973, Wir pfeifen auf den Gurkenkönig) – Onderscheiden met de Duitse Jeugdliteratuurprijs[4]
- Diederik uit het blik (1977, Konrad oder Das Kind aus der Konservenbüchse)
- Frederike vuurtoren (1981, Die feuerrote Friederike) – Onderscheiden met de Friedrich-Bödecker-Preis[5]
- Het Huis in Niemandsland (1982, Maikäfer flieg!) – Onderscheiden met de Zilveren Griffel in de categorie 9 jaar en ouder[6]
- Joppe, Julia en Jericho (1988, Jokel, Julia und Jericho)[7]
- Het Tomani-boek (1990, Das Leben der Tomanis)[8]
- De groene vlek (1991, Nagle einen Pudding an die Wand!)[9]